# 贺胜桥镇
贺胜桥镇，是中华人民共和国湖北省咸寧市咸安区下辖的一个乡镇级行政单位。

## 行政区划
贺胜桥镇下辖以下地区：
贺胜桥社区、贺胜村、滨湖村、桃林村、黎首寺村、万秀村、黄祠村和花坪村。